# Aeroporto di Sandspit
L'aeroporto di Sandspit (IATA: YZP, ICAO: CYZP) è un aeroporto situato a 2,8 km a nord-est di Sandspit nella Columbia Britannica, in Canada.

## Incidenti
Il 19 gennaio 1952, un Douglas DC-4 della Northwest Orient Airlines tentò di atterrare all'aeroporto di Sandspit a causa di un guasto al motore. L'aereo si schiantò in acqua a circa 1.400 m alla fine della pista di atterraggio. Dei 43 occupanti tra passeggeri ed equipaggio ne morirono 36 per ipotermia o annegamento.